# Bolingbroke Castle
Bolingbroke Castle – pozostający w ruinie, XIII-wieczny zamek położony w Bolingbroke, w hrabstwie Lincolnshire we wschodniej Anglii. Został wzniesiony z inicjatywy Ranulfa de Blondeville. W 1367 roku urodził się na nim przyszły król angielski Henryk IV Lancaster. Podczas angielskiej wojny domowej był oblegany i zdobyty przez siły parlamentarne. Niedługo później został zburzony, zaś ostatnie fragmenty murów zawaliły się na początku XIX wieku. W II połowie XX wieku przeprowadzono na nim prace archeologiczne. Do czasów obecnych zachowały się najniższe fragmenty murów, o wysokości około 2–3 metrów. Zamek jest wpisany na listę zabytków I klasy.

## Historia
Warownia została wzniesiona z inicjatywy Ranulfa de Blondeville, hrabiego Chester i Lincoln, po jego powrocie z V wyprawy krzyżowej. Pierwsze wzmianki o nim pochodzą z lat 1232 i 1243. Po śmierci fundatora twierdza pozostała własnością hrabiów Lincoln. Najpierw weszła w skład majątków Johna de Lacy, męża siostrzenicy Ranulfa de Blondeville. Kolejnymi właścicielami budowli byli syn Johna de Lacy, Henry de Lacy oraz jego córka Alice. Alice zmarła bezpotomnie w 1348 roku, więc zamek przeszedł we władanie brata jej pierwszego męża, Henryka Plantageneta, wnuka króla Henryka III. Dzięki małżeństwu z Blanką Lancaster, córką Henryka Plantageneta, zamek odziedziczył Jan z Gandawy. Na zamku w 1367 roku na świat przyszedł jego syn i przyszły król Anglii, Henryk IV Lancaster. Tam też w 1369 roku z powodu zarazy zmarła Blanka.
W XV i XVI wieku zamek pełnił funkcję centrum administracyjnego dla Księstwa Lancaster, choć jego właściciele począwszy od Henryka IV niemalże w ogóle go nie odwiedzali. Fortyfikacje i większość spośród nieużywanych wież zostały wówczas zaniedbane. W użyciu pozostawały tylko strażnica chroniąca bramę oraz wysunięta na południowy zachód Wieża Królewska, która w latach 1444–1456 została przebudowana. Niewielkie naprawy zostały wykonane również za czasów rządów Henryka VIII Tudora, a także na początku XVII stulecia.
We wrześniu 1643 roku, w czasie angielskiej wojny domowej, dowódca rojalistycznej armii William Cavendish umieścił w twierdzy garnizon złożony z 200 żołnierzy. W październiku na okoliczne tereny przybyły siły parlamentarne. 9 października rozpoczęło się oblężenie. Mimo klęski rojalistów 11 października w bitwie pod Winceby garnizon bronił się do 14 listopada. Po zakończeniu wojny domowej, w 1652 roku, podjęto decyzję o zburzeniu większości fortyfikacji, w obawie przed ryzykiem wykorzystania umocnień jako bazy do prowadzenia działań wojennych przez stronnictwa niechętne nowym rządzącym. Większość murów kurtynowych została więc zburzona, zaś fosa zasypana przy pomocy w ten sposób pozyskanego surowca. Sprawiło to, iż twierdza utraciła całkowicie znaczenie militarne.
Pozostałości po opuszczonym zamku popadały w coraz większą ruinę. W 1815 roku zawaliła się większa część strażnicy. W 1949 roku stanowisko przeszło pod opiekę rządu. W latach 60. i 70. XX wieku na obszarze pozostałości po dawnym zamku przeprowadzono badania archeologiczne. W 1995 roku zamek znalazł się pod opieką organizacji Heritage Lincolnshire, która zarządza nim we współpracy z English Heritage.

## Wygląd
Twierdza powstała na płaskim obszarze otoczonym z trzech stron przez wzgórza. Świadczy to, iż cele obronne nie były jego jedynym przeznaczeniem. Zamek był zbudowany na planie o średnicy ok. 75 metrów i przybrał formę charakterystyczną dla angielskich warowni z XIII wieku. Składał się z wysokich murów kurtynowych o grubości 3,5m, łączących ze sobą pięć wież i strażnicę, złożoną z dwóch wież umieszczonych po obu stronach bramy. Wewnątrz znajdował się dziedziniec, na którym wzniesiono drewnianą salę reprezentacyjną i budynki gospodarcze. Zamek był otoczony fosą o szerokości 30 metrów. Od północnej strony prowadziły do niego most i brama.
Obecnie mury będące pozostałościami po zamku wznoszą się na wysokość 2 metrów ponad poziom gruntu. W miejscu istnienia dawnych wież ich wysokość sięga 3 metrów.